# Chen Longcan
Chen Longcan (陈龙灿S, Chén LóngcànP; 21 marzo 1965) è un ex tennistavolista cinese.
Ha vinto la medaglia d'oro olimpica nel tennis tavolo alle Olimpiadi di Seul 1988, in particolare nella gara di doppio insieme a Wei Qingguang.